# The Swamp

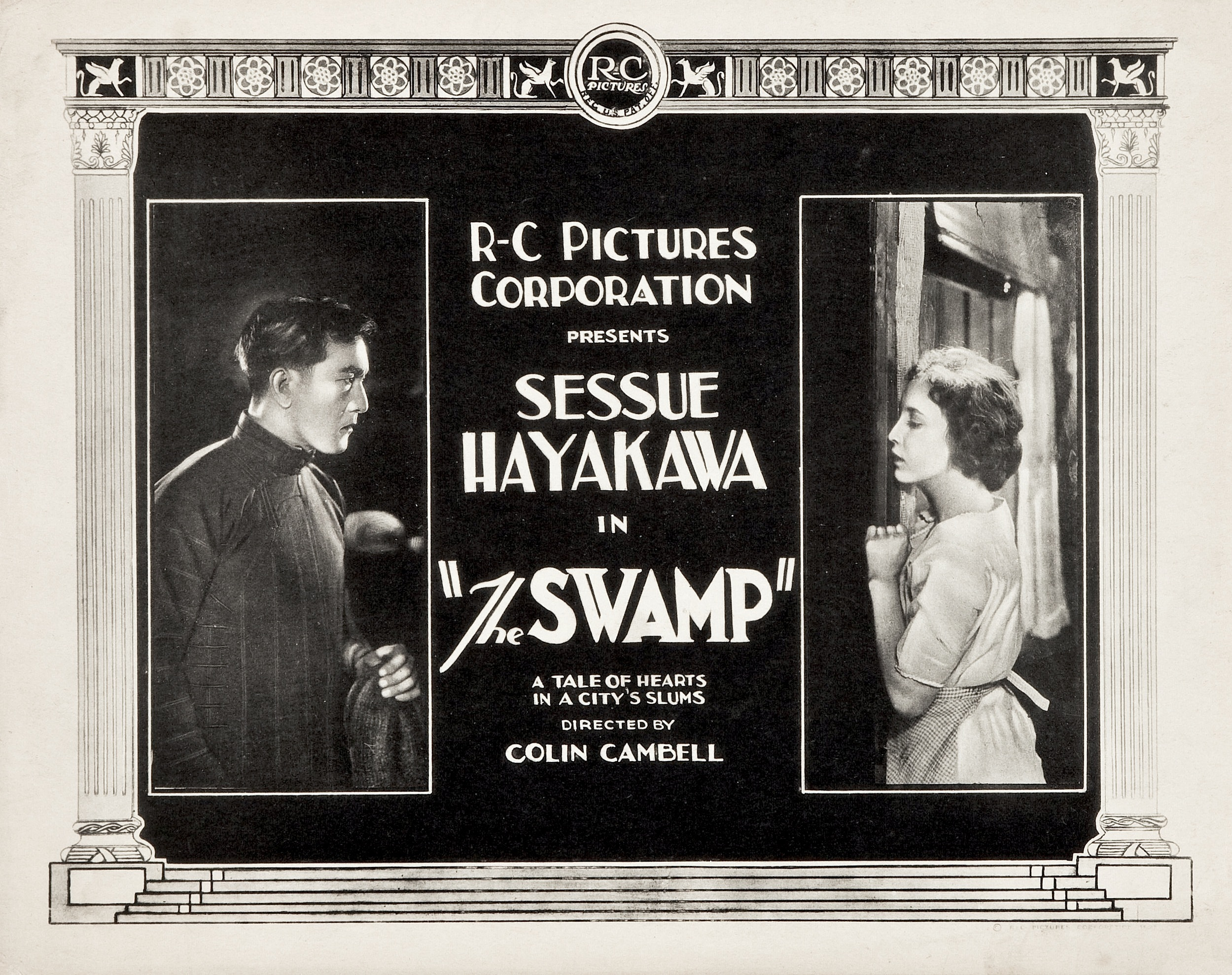
The Swamp

The Swamp é um filme de drama mudo produzido nos Estados Unidos, dirigido por Colin Campbell e lançado em 1921.